# Inés Arrimadas
Inés Arrimadas (född 3 juli 1981 i Jerez de la Frontera) är en spansk advokat och politiker. Hon är sedan 2015 ledamot och blev samma år gruppledare för Ciudadanos i Kataloniens parlament. 2020 valdes hon till partiledare.

## Biografi
Inés Arrimadas är yngsta barnet till Rufino Arrimadas och Inés García, båda ursprungligen från Salmoral, nära Salamanca. Hennes far var advokat och lokal politiker för det liberalkonservativa Centro Democrático y Social, Spaniens mest inflytelserika parti under transitionsåren. Arrimadas gick i en katolsk skola och flyttade vid 18 års ålder till Sevilla, där hon studerade juridk och företagsekonomi. Hon tillbringade en termin utomlands i Nice som en del av Erasmusprogrammet. Efteråt arbetade hon för olika företag och flyttade till Barcelona.
I Barcelona kom hon för första gången 2010 i kontakt med det nybildade Ciudadanos. År 2011 blev hon partimedlem, och vid regionvalet 2012 kandiderade hon till en plats i det katalanska parlamentet. I juni 2015 valdes hon gruppledare för Ciudadanos-gruppen i katalanska parlamentet. Efter det katalanska valet den 27 september 2015, där hennes parti vann 25 av 135 platser, var hon oppositionsledare – fram till parlamentets upplösning den 27 oktober 2017.
Efter det regionala valet som utlystes av den spanska regeringen till den 21 december 2017, siktade hon på posten som katalansk regionpresident. Ciudadanos blev största parti i valet men lyckades inte samla en majoritet i parlamentet, så Arrimadadas fortsatte som oppositionsledare.
Ciudadanos kraftiga tillbakagång i de spanska parlamentsvalen i november 2019 ledde till partiledaren Albert Riveras avgång. I primärvalet i mars 2020 till ny partiledare för Ciudadanos vann Arrimadas över sin medtävlare Francisco Igea.
Efter ytterligare motgångar för Ciudadanos i kommunal- och regionvalen 28 maj 2023 meddelade Inez Arrimadas den 1 juni att hon lämnar politiken.